# ウスター・シティFC
ウスター・シティ・フットボールクラブ（Worcester City Football Club）はイングランド、ウスターシャー州、ウスターを本拠地とするサッカークラブチームである。2012-2013シーズンはカンファレンス・ノース（6部相当）に所属。

## クラブ各種記録
一試合最多得点勝利試合 
- 18-1 vs ブリストン バーミンガムリーグ 1931

 一試合最多失点敗戦試合 
- 0-10 vs ウェリングトン・タウン バーミンガムリーグ 1920

## タイトル

### 国内タイトル
- バーミンガム&ディストレクトリーグ:5回

1913-1914,1924-1925,1928-1929,1929-1930,1948-1949(Reserves)
- サウザンリーグ・ディヴィジョン1:1回

1967-1968
- サウザンリーグ・ディヴィジョン1サウス:1回

1976-1977
- サウザンリーグ・プレミアディヴィジョン:1回

1978-1979

### 国際タイトル
- なし